# كينيتشي ياغل
كينيتشي ياغل (باليابانية: 八柄 堅一) (14 سبتمبر 1981 في أوساكا في اليابان – )؛ هو لاعب كرة قدم ياباني سابق كان يلعب كمدافع.

## وصلات خارجية
- كينيتشي ياغل على موقع رابطة كرة القدم اليابانية للمحترفين (اليابانية)